# Лю Вэйпин
Лю Вэйпин (род. в мае 1953 года, пров. Хэйлунцзян) — китайский политик. C апр. 2016 года вице-президент Китайской АН. В 2010—2016 гг. губернатор пров. Ганьсу.
Член ЦК КПК 18 созыва (с 2012 года; кандидат 17 созыва (с 2007 года)).
Окончил партшколу при ЦК КПК со степенью магистра.
С 1995 г. и. о., в 1996—2001 гг. мэр Наньчана.
В 2001—2004 годах вице-губернатор пров. Цинхай, в 2004-6 гг. замглавы её парткома КПК.
С 2006 года замглавы парткома КПК пров. Ганьсу.
C июля 2010 года и. о., с янв. 2011 года по 2016 год — губернатор пров. Ганьсу.
С апреля 2016 года вице-президент Китайской АН.